# Zasłonak piekący

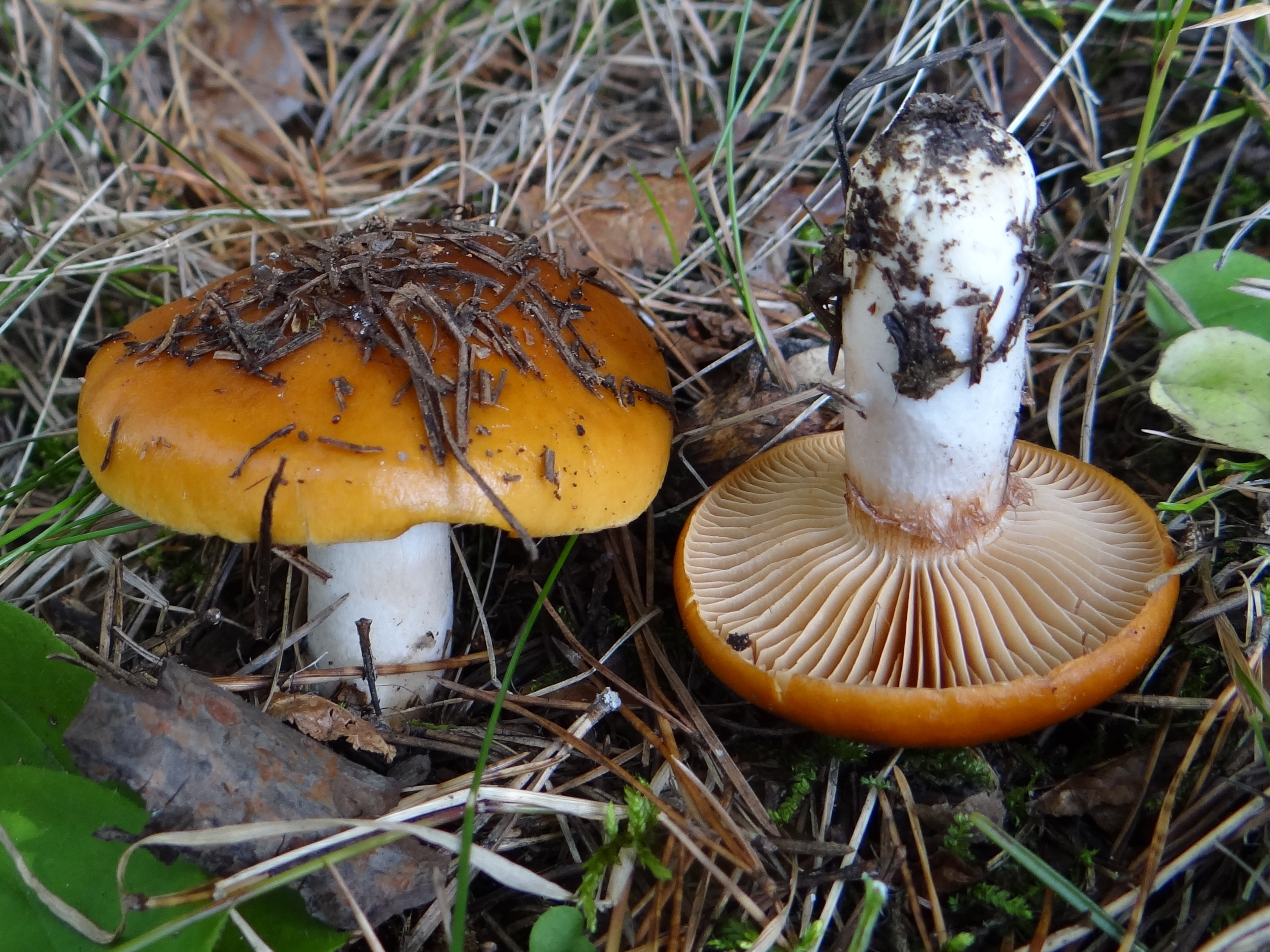

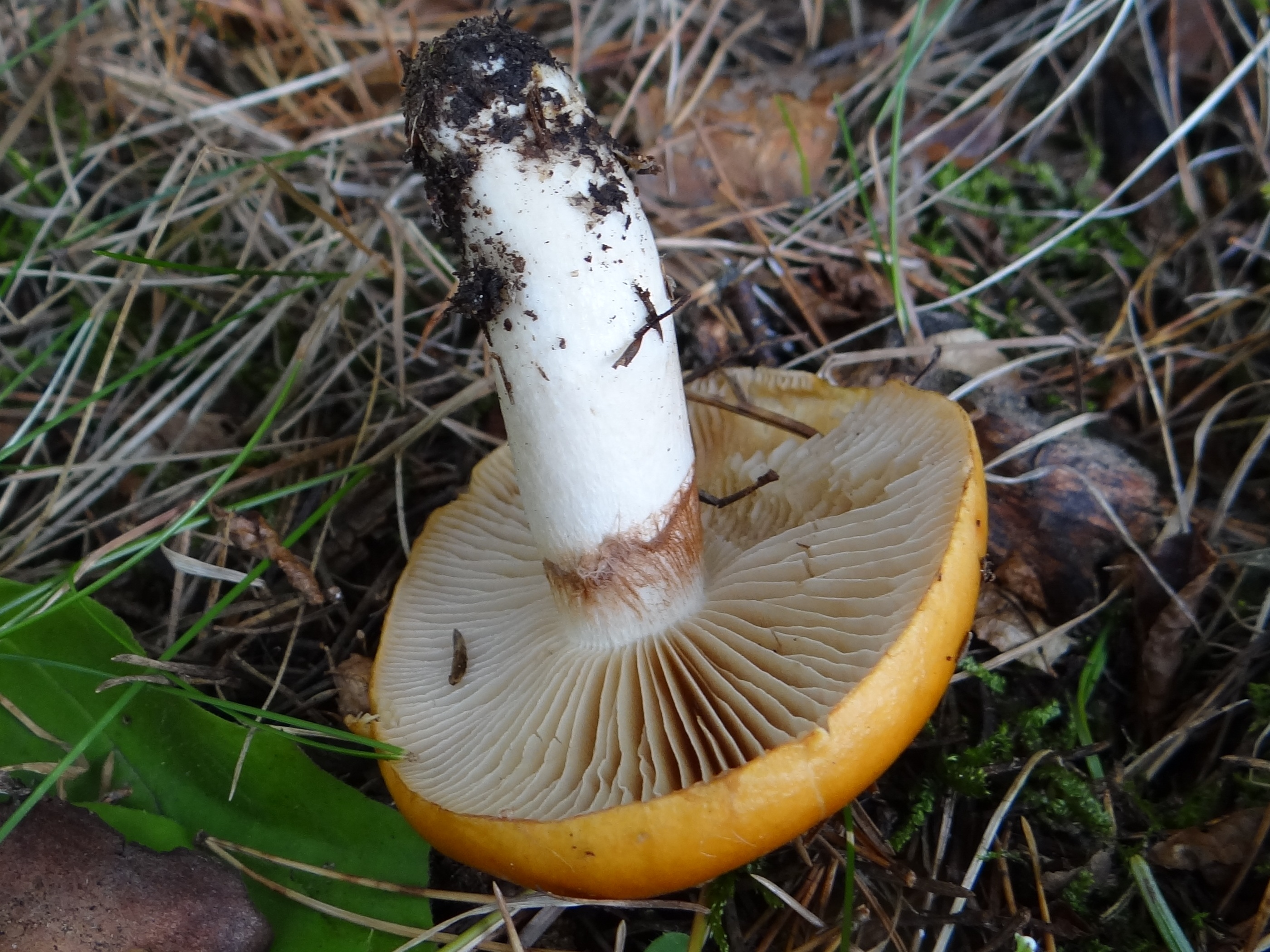

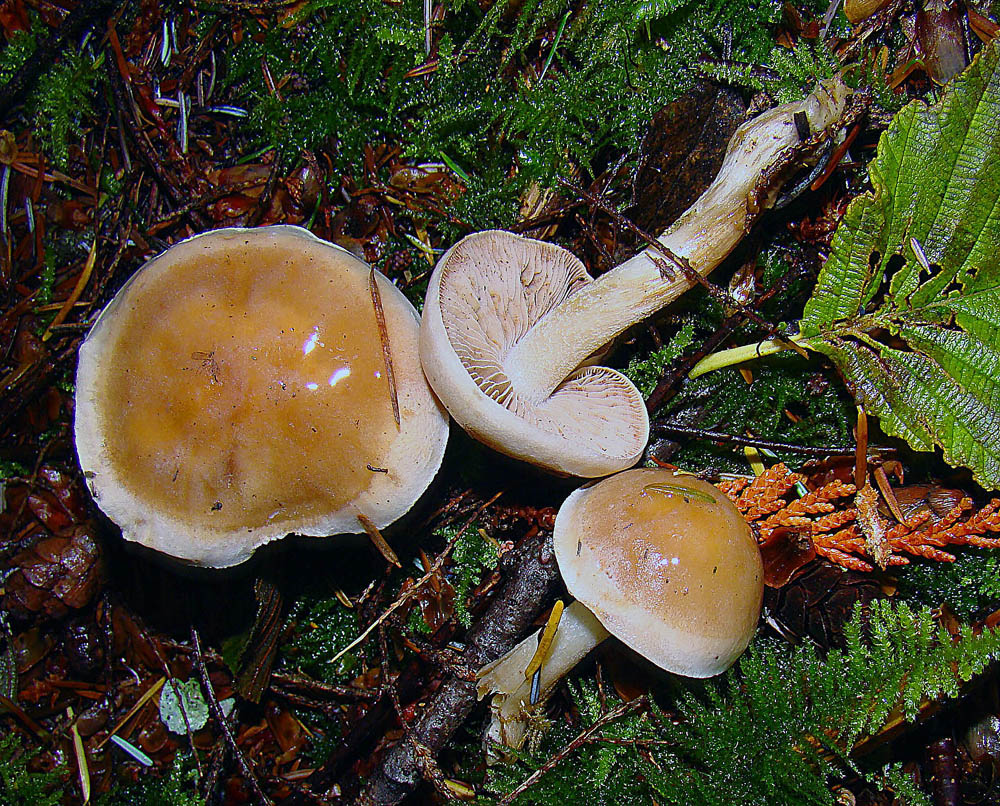

Zasłonak piekący (Thaxterogaster vibratilis (Fr.) Niskanen & Liimat.) – gatunek grzybów należący do rodziny zasłonakowatych (Cortinariaceae).

## Systematyka i nazewnictwo
Pozycja w klasyfikacji według Index Fungorum: Thaxterogaster, Cortinariaceae, Agaricales, Agaricomycetidae, Agaricomycetes, Agaricomycotina, Basidiomycota, Fungi.
Po raz pierwszy zdiagnozował go w 1821 r. Elias Fries nadając mu nazwę Agaricus vibratlis. Ten sam autor w 1838 r., przeniósł go do rodzaju Cortinarius. W 2022 r. Tuula Niskanen i Kare Liimatainen przenieśli go do rodzaju Thaxterogaster
Synonimy:

- Agaricus vibratilis Fr. 1821
- Cortinarius vibratilis (Fr.) Fr. 1838
- Cortinarius vibratilis f. velenovskyi Rob. Henr 1963
- Cortinarius vibratilis (Fr.) Fr. 1838 f. vibratilis
- Cortinarius vibratilis f. velenovskyi Rob. Henry 1963
- Cortinarius vibratilis var. bresadolae Kühner 1959
- Cortinarius vibratilis var. bresadolae Kühner 1989
- Cortinarius vibratilis var. langei Kühner 1989
- Cortinarius vibratilis var. langei Kühner 1959
- Cortinarius vibratilis var. velenovskyi Rob. Henry ex Bidaud, Moënne-Locc. & Reumaux 2000
- Gomphos vibratilis (Fr.) Kuntze 1891
- Myxacium vibratile (Fr.) P. Kumm. 1871[2].

Nazwę polską zaproponował Władysław Wojewoda w 2003 r., Andrzej Nespiak w 1975 r. opisywał ten gatunek jako zasłonak drżący Obydwie nazwy są niespójne z aktualną nazwą naukową.

## Morfologia
Kapelusz
Średnica 2–5 cm, początkowo wypukły, potem szeroko wypukły, w końcu prawie płaski. Brzeg długo podwinięty. Powierzchnia naga i śluzowata o barwie od żółtej do pomarańczowej. Brzeg jaśniejszy.
Blaszki
Przyrośnięte, początkowo białawe, potem żółtobiałe, w końcu cynamonowe lub rdzawobrązowe.
Trzon
Wysokość 3–7 cm, grubość około 1 cm, walcowaty, zazwyczaj z maczugowatą podstawą. Początkowo biały i pokryty kleistą osłoną, ale wkrótce staje się suchy, lub śluzowaty tylko u podstawy. Znajdują się na nim rdzawe włókienka zasnówki, czasami tworzące strefę pierścieniową.
Miąższ
Białawy. Zapach nieprzyjemny, smak bardzo gorzki.
Cechy mikroskopowe
Zarodniki o rozmiarach 6–7,5 × 4–5 μm, elipsoidalne, bardzo słabo brodawkowate (prawie gładkie). Brak pleurocystyd i cheilocystyd. Skórka zbudowana z hialinowych i ochrowych strzępek ze sprzążkami. Wysyp zarodników rdzawobrązowy.

## Występowanie i siedlisko
Występuje głównie w Europie i Ameryce Północnej. Znane są jego stanowiska także w Kostaryce i południowo-wschodniej Azji (Wietnam, Korea, Japonia). W Ameryce Północnej jest szeroko rozprzestrzeniony, w Europie również; występuje od Hiszpanii i Włoszech po Islandię i północne regiony Półwyspu Skandynawskiego, nie podano jego stanowisk tylko w Europie Południowo-Wschodniej. W piśmiennictwie naukowym na terenie Polski do 2003 r. podano około 10 stanowisk. Aktualne stanowiska tego gatunku w Polsce podaje internetowy atlas grzybów.
Grzyb mikoryzowy, żyjący w symbiozie zarówno z drzewami liściastymi, jak iglastymi. Rośnie na ziemi w wilgotnych miejscach, pojedynczo lub w skupiskach.

## Gatunki podobne
Jest to gatunek łatwy do odróżnienia od innych zasłonaków. Charakteryzują go: żółty lub pomarańczowy i śluzowaty kapelusz, białawe u młodych owocników blaszki, biały trzon, charakterystyczne zarodniki i bardzo gorzki smak. Nieco podobny jest zasłonak deszczowy (Cortinarius pluvius), ale nie ma tak wyraźnych barw, jest mniejszy i ma inne zarodniki.